# Kanazawa
Kanazawa (tiếng Nhật: 金沢市, xưa viết là 金澤市, âm Hán-Việt Kim Trạch thị) là thành phố tỉnh lỵ của tỉnh Ishikawa, Nhật Bản.

## Vị trí địa lý, khí hậu, và dân số

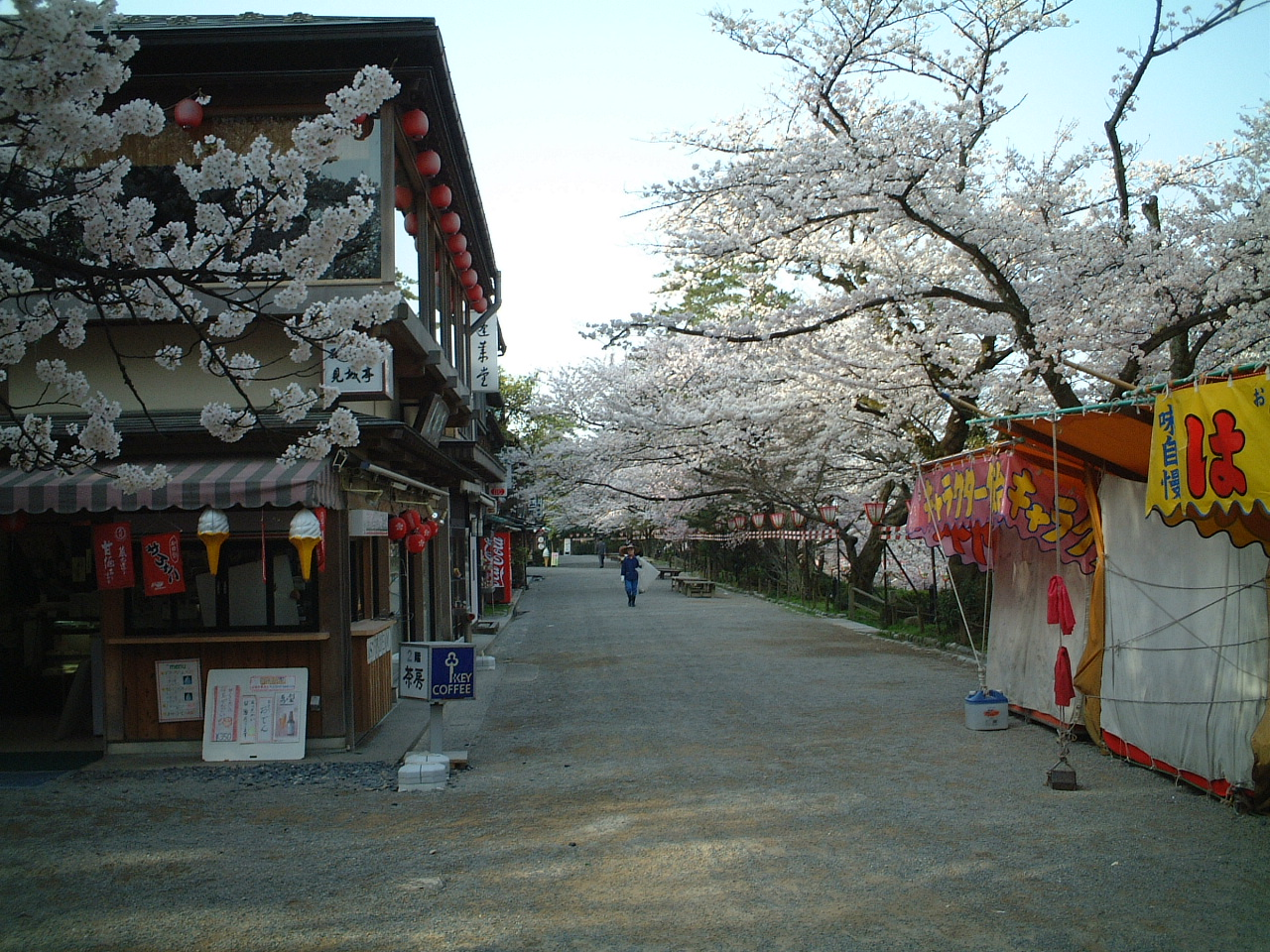
Hoa anh đào bên ngoài Vườn Kenroku-en.

Kanazawa nằm bên bờ Biển Nhật Bản, giáp với dãy núi Alps Nhật Bản, vườn quốc gia Hakusan và vườn quốc gia Bán đảo Noto. Thành phố nằm giữa sông Sai và sông Asano. Tổng diện tích là 467,77 km². Dân số năm 2006 là 455.351 người (tháng 11/2006).

### Khí hậu
Kanazawa có thời tiết ôn hòa mặc dù có nhiều mưa. Nhiệt độ trung bình thường thấp hơn một chút so với nhiệt độ trung bình của Tokyo. Nhiệt độ trung bình tháng 1 xấp xỉ 4 °C, tháng 4 khoảng 15 °C, 25 °C trong tháng 7 và tháng 8, 15 °C trong tháng 10, và 5 °C vào tháng 12. Nhiệt độ thấp nhất từng được ghi nhận là −9,7 °C (14,5 °F) vào ngày 27 tháng 1 năm 1904. Trong khi đó, nhiệt độ cao nhất là 38,5 °C (101,3 °F) được ghi nhận vào ngày 8 tháng 9 năm 1902. Đây là một thành phố ẩm ướt, với độ ẩm trung bình 73% và trung bình 193 ngày mưa trong một năm. Lượng mưa cao nhất vào mùa thu và mùa đông với mức trung bình hơn 250 milimét (10 in)/ month từ tháng 11 đến tháng 1 khi Vùng áp thấp Aleutia mạnh nhất, và khoảng trên 125 milimét (4,9 in) trong những tháng còn lại của năm. Cùng với Valdivia của Chile, Kanazawa là thành phố ẩm ướt nhất ngoài vùng nhiệt đới trong số các thành phố có cùng độ lớn hoặc lớn hơn trên toàn thế giới.
| Dữ liệu khí hậu của Kanazawa (1981–2010) | Dữ liệu khí hậu của Kanazawa (1981–2010) | Dữ liệu khí hậu của Kanazawa (1981–2010) | Dữ liệu khí hậu của Kanazawa (1981–2010) | Dữ liệu khí hậu của Kanazawa (1981–2010) | Dữ liệu khí hậu của Kanazawa (1981–2010) | Dữ liệu khí hậu của Kanazawa (1981–2010) | Dữ liệu khí hậu của Kanazawa (1981–2010) | Dữ liệu khí hậu của Kanazawa (1981–2010) | Dữ liệu khí hậu của Kanazawa (1981–2010) | Dữ liệu khí hậu của Kanazawa (1981–2010) | Dữ liệu khí hậu của Kanazawa (1981–2010) | Dữ liệu khí hậu của Kanazawa (1981–2010) | Dữ liệu khí hậu của Kanazawa (1981–2010) |
| Tháng                                    | 1                                        | 2                                        | 3                                        | 4                                        | 5                                        | 6                                        | 7                                        | 8                                        | 9                                        | 10                                       | 11                                       | 12                                       | Năm                                      |
| ---------------------------------------- | ---------------------------------------- | ---------------------------------------- | ---------------------------------------- | ---------------------------------------- | ---------------------------------------- | ---------------------------------------- | ---------------------------------------- | ---------------------------------------- | ---------------------------------------- | ---------------------------------------- | ---------------------------------------- | ---------------------------------------- | ---------------------------------------- |
| Cao kỉ lục °C (°F)                       | 21.2 (70.2)                              | 23.6 (74.5)                              | 27.0 (80.6)                              | 31.6 (88.9)                              | 33.7 (92.7)                              | 36.1 (97.0)                              | 37.3 (99.1)                              | 38.0 (100.4)                             | 38.5 (101.3)                             | 33.1 (91.6)                              | 28.4 (83.1)                              | 23.6 (74.5)                              | 38.5 (101.3)                             |
| Trung bình ngày tối đa °C (°F)           | 6.8 (44.2)                               | 7.3 (45.1)                               | 11.0 (51.8)                              | 16.9 (62.4)                              | 21.6 (70.9)                              | 25.0 (77.0)                              | 28.8 (83.8)                              | 30.9 (87.6)                              | 26.6 (79.9)                              | 21.3 (70.3)                              | 15.5 (59.9)                              | 10.2 (50.4)                              | 18.5 (65.3)                              |
| Tối thiểu trung bình ngày °C (°F)        | 0.9 (33.6)                               | 0.7 (33.3)                               | 3.0 (37.4)                               | 8.2 (46.8)                               | 13.1 (55.6)                              | 18.0 (64.4)                              | 22.3 (72.1)                              | 23.7 (74.7)                              | 19.5 (67.1)                              | 13.3 (55.9)                              | 7.7 (45.9)                               | 3.4 (38.1)                               | 11.2 (52.1)                              |
| Thấp kỉ lục °C (°F)                      | −9.7 (14.5)                              | −9.4 (15.1)                              | −8.3 (17.1)                              | −1.6 (29.1)                              | 1.5 (34.7)                               | 6.8 (44.2)                               | 11.0 (51.8)                              | 13.1 (55.6)                              | 7.6 (45.7)                               | 2.2 (36.0)                               | −0.7 (30.7)                              | −6.7 (19.9)                              | −9.7 (14.5)                              |
| Lượng Giáng thủy trung bình mm (inches)  | 269.6 (10.61)                            | 171.9 (6.77)                             | 159.2 (6.27)                             | 136.9 (5.39)                             | 155.2 (6.11)                             | 185.1 (7.29)                             | 231.9 (9.13)                             | 139.2 (5.48)                             | 225.5 (8.88)                             | 177.4 (6.98)                             | 264.9 (10.43)                            | 282.1 (11.11)                            | 2.398,9 (94.45)                          |
| Lượng tuyết rơi trung bình cm (inches)   | 119 (47)                                 | 93 (37)                                  | 27 (11)                                  | 0 (0)                                    | 0 (0)                                    | 0 (0)                                    | 0 (0)                                    | 0 (0)                                    | 0 (0)                                    | 0 (0)                                    | 2 (0.8)                                  | 37 (15)                                  | 278 (110.8)                              |
| Số ngày giáng thủy trung bình (≥ 0.5 mm) | 24.7                                     | 20.7                                     | 18.4                                     | 13.0                                     | 11.7                                     | 11.9                                     | 14.3                                     | 9.8                                      | 13.0                                     | 14.8                                     | 18.1                                     | 23.3                                     | 193.7                                    |
| Số ngày tuyết rơi trung bình             | 19.1                                     | 16.0                                     | 8.1                                      | 0.6                                      | 0.0                                      | 0.0                                      | 0.0                                      | 0.0                                      | 0.0                                      | 0.0                                      | 1.0                                      | 9.8                                      | 54.6                                     |
| Độ ẩm tương đối trung bình (%)           | 75                                       | 72                                       | 67                                       | 69                                       | 75                                       | 77                                       | 73                                       | 74                                       | 71                                       | 71                                       | 72                                       | 72                                       | 72                                       |
| Số giờ nắng trung bình tháng             | 63.5                                     | 84.1                                     | 141.3                                    | 185.5                                    | 202.3                                    | 152.6                                    | 158.9                                    | 221.5                                    | 144.1                                    | 150.4                                    | 104.1                                    | 72.5                                     | 1.680,8                                  |
| Nguồn: Japan Meteorological Agency       |                                          |                                          |                                          |                                          |                                          |                                          |                                          |                                          |                                          |                                          |                                          |                                          |                                          |

### Dân số
Theo điều tra định kỳ năm năm vào năm 2010, dân số của thành phố là 462.478 (2005: 454.607). Theo đó, mật độ dân số đạt 989 người/km².

## Lịch sử
Tên gọi "Kanazawa" (金沢), nghĩa là "cánh đồng vàng", được bắt nguồn từ truyền thuyết người nông dân Imohori Togoro (lit. "Togoro - người đào khoai"), trong lúc đào khoai tây đã tìm thấy một miếng vàng. Giếng 'Kinjo Reitaku' (金城麗澤 Kim Thành Lệ Trạch) trong Kenrokuen được tái dựng bởi lãnh chúa Maeda để đánh dấu vị trí xảy ra truyền thuyết này. Khu vực ban đầu của Kanazawa là Ishiura, và hiện nay đền Ishiura gần Kenrokuen là dấu vết còn sót lại từ thời kì này.

### Lịch sử gần đây
Thành phố Kanazawa mới hiện này được thành lập vào ngày 1 tháng 4 năm 1889.
Ngày 25 tháng 3 năm 2007, một trận động đất lớn khoảng 6,9 độ Richter xảy ra ở bờ biển bán đảo Noto, tỉnh Ishikawa, làm ít nhất 1 người chết và hơn 160 người bị thương, tuy nhiên Kanazawa không bị dư chấn.

## Văn hóa
Lễ hội Hyakumangoku và Asano-gawa Enyukai là những lễ hội chính được tổ chức ở Kanazawa.

## Chính quyền
Thị trường hiện tại (cho tới 2011) là Yukiyoshi Yamano, thị trưởng Kanazawa từ 10 tháng 12 năm 2010.

## Giao thông

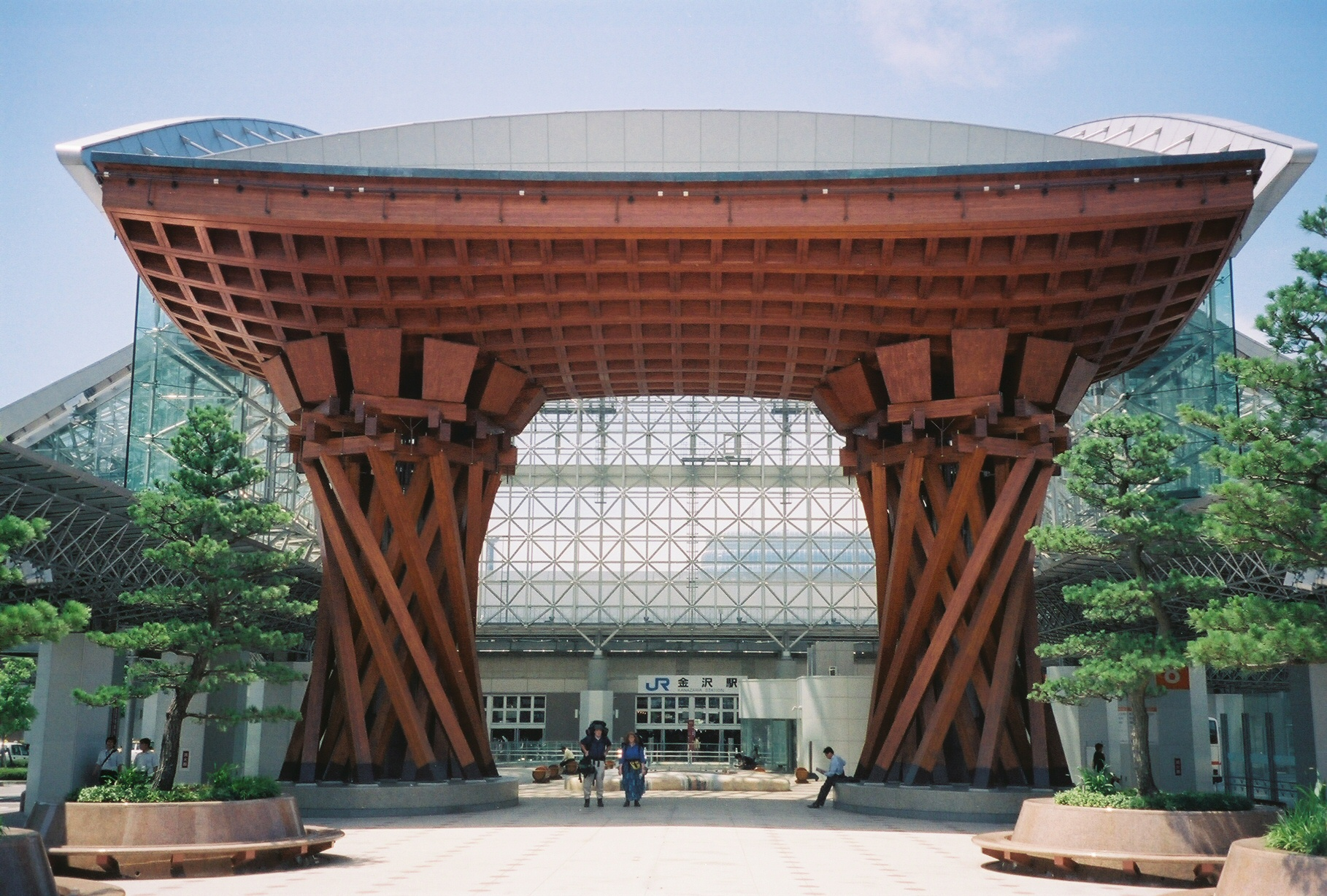
Cổng Tsuzumi (Tsuzumimon) ở lối vào chính của Ga Kanazawa

Kanazawa nằm trên Tuyến Hokuriku Chính của JR West và Tuyến đường sắt Hokuriku.

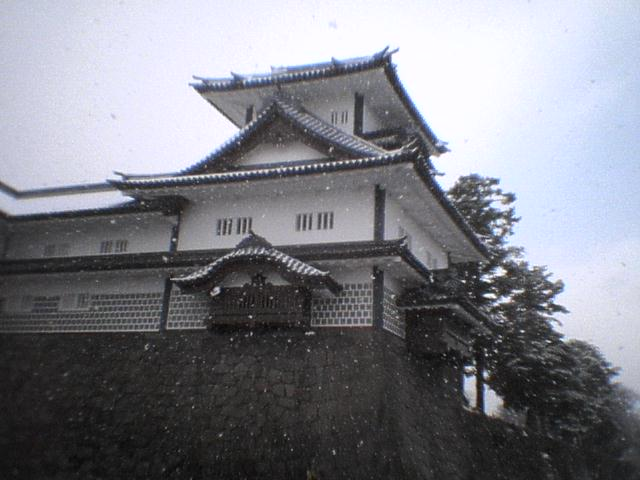
Tuyết rơi ở Thành Kanazawa

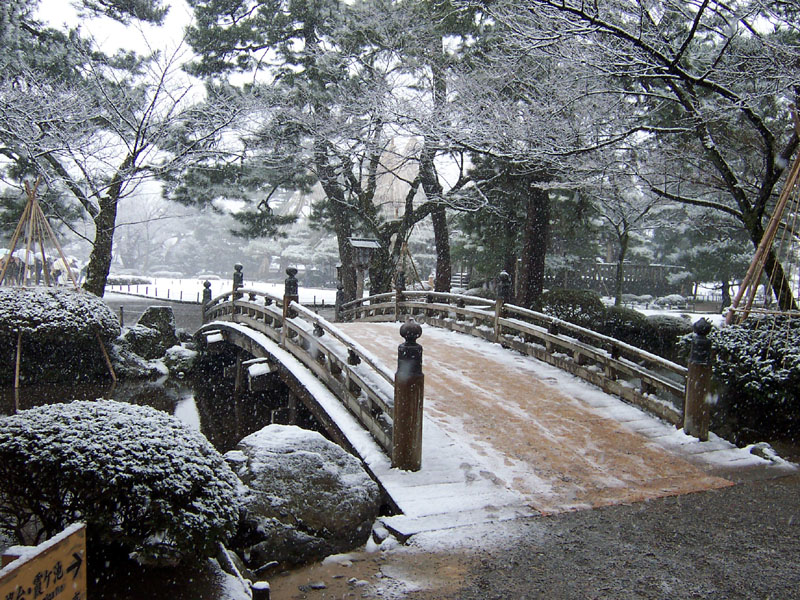
Một cây cầu ở Kenroku-en

## Điểm tham quan hấp dẫn
Kanazawa là một trong số ít các thành phố của Nhật Bản tránh được Không lực Hoa Kỳ ném bom trong suốt Chiến tranh thế giới thứ hai. Do vậy các kiến trúc tiêu biểu của Kanazawa vẫn còn nguyên vẹn.
Công viên Kenrokuen là khu vực quan trọng nhất của Kanazawa. Ban đầu nó được xây dựng như là khu vườn phía ngoài lâu đài Kanazawa, nó được mở cửa cho công chúng tham quan từ năm 1875. Khu vườn được xem là một trong "ba khu vườn đẹp nhất Nhật Bản". Khu vườn của rất nhiều loại cây, nhiều hồ nước, suối và hoa trải rộng trên diện tích hơn 25 mẫu Anh (100,000 m²). Vào mùa đông, công viên nổi bật với yukitsuri – các dây chão được buộc vào các thân cây thành hình nón. Cách này giúp bảo vệ cây khỏi bị gãy đổ vì sức nặng của lớp tuyết dày.
Viện Bảo tàng nghệ thuật tỉnh Ishikawa (IPMA) tọa lạc trong khu vực Kenroku-en.

## Ẩm thực địa phương
Kanazawa được biết tới với ẩm thực truyền thống Kaga. Đặc sản là hải sản, với tôm, sushi và sashimi. Rượu sake của vùng này được biết tới với chất lượng hảo hạng, êm và ngọt, được làm từ gạo trong Tỉnh Ishikawa cùng nguồn nước ngọt trong lành, tinh khiết xuất phát từ lượng mưa phong phú của vùng Hokuriku. Chợ Omicho ở giữa thành phố được mở ra từ thời Edo. Nguyên thủy là một khu chợ mở, nhưng hiện nay được xây dựng với mái che. Hầu hết các cửa hàng trong chợ bày bán hải sản.

## Giáo dục
Kanazawa luôn là một trong những khu vực giáo dục truyền thống của đất nước với nhiều trường đại học và các trường cao đẳng hai năm.
- Đại học Gakuin Hokuriku (a.k.a. Mission Daigaku) được nâng cấp từ hai khoa của một trường cao đẳng năm 2008. Trường bao gồm các trường học có cấp độ từ mẫu giáo tới đại học. Trường vừa kỷ niệm 125 năm ngày thành lập vào năm 2010.
- Đại học Hokuriku.
- Kanazawa University – là trường đại học quốc gia lớn, tiền thân là một trường y khoa nhỏ được thành lập năm 1862.
- Đại học nghệ thuật Kanazawa
- Học viện Công nghệ Kanazawa tại Nonoichi, Ishikawa, một thành phố láng giềng nhỏ.
- Đại học Seiryo, một trường đại học nhỏ về kinh doanh và giáo dục.
- Đại học tỉnh Ishikawa là một trường đại học tỉnh với các ngành chính gồm khoa học môi trường, khoa học thực phẩm, công nghệ sinh học.
- Đại học Y khoa Kanazawa
- Đại học Gakuin Kanazawa

## Thành phố kết nghĩa
- Buffalo, Hoa Kỳ (từ 19 tháng 12 năm 1962)
- Porto Alegre, Brasil (từ 20 tháng 3 năm 1967)
- Irkutsk, Nga (từ 20 tháng 3 năm 1967)
- Ghent, Bỉ (từ 4 tháng 10,1971)
- Nancy, Pháp (từ 12 tháng 10 năm 1973)
- Tô Châu, Trung Quốc (từ 31 tháng 6 năm 1981)
- Jeonju, Hàn Quốc (từ 30 tháng 4 năm 2002)
- Aberdeen, Hoa Kỳ